# Cèntul VI de Bearn
Cèntul VI fou vescomte de Bearn des de la mort del seu pare Gastó IV en 1131 fins a la seua pròpia mort en 1134.

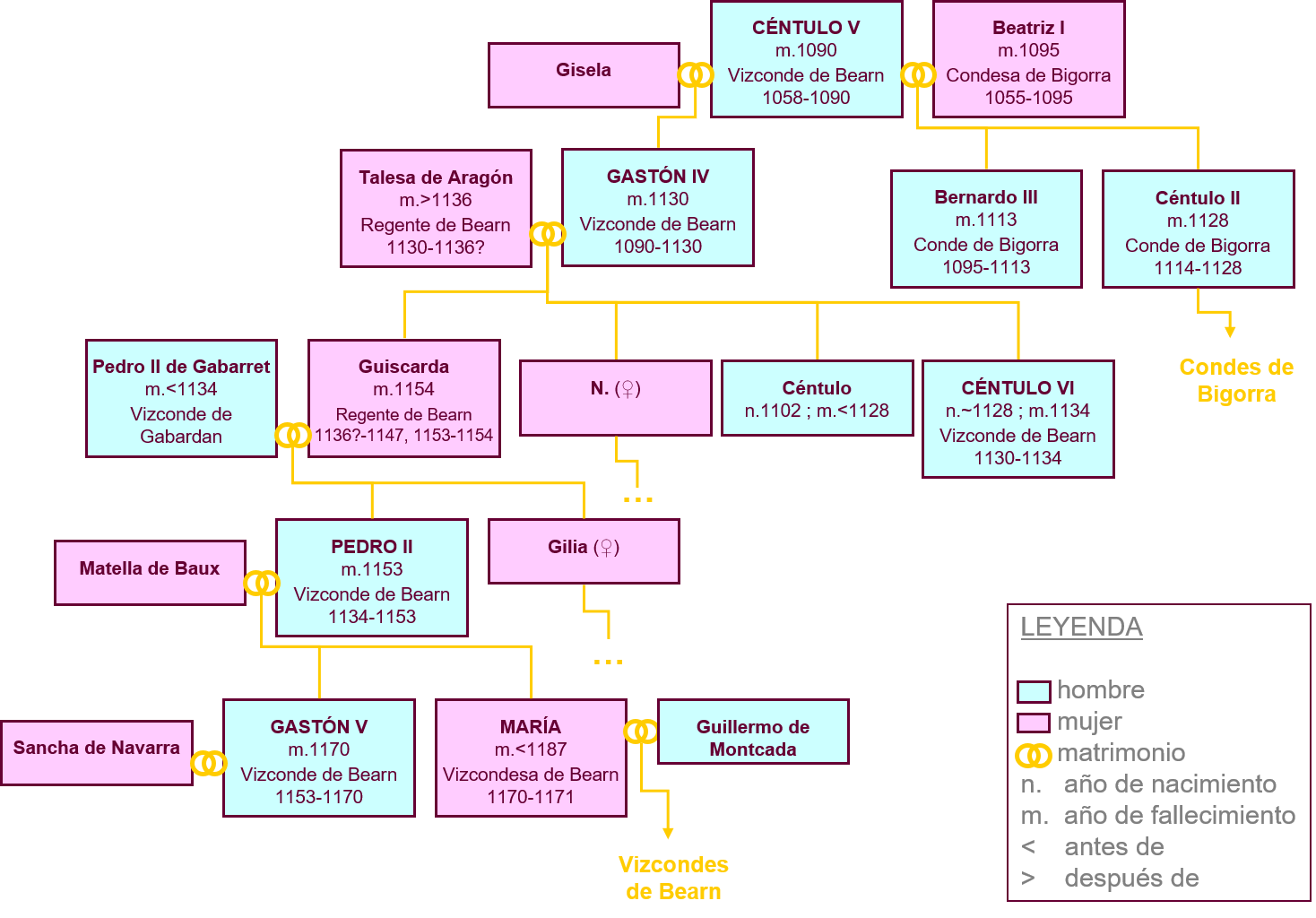
Arbre genealògic de Cèntul VI

Atès que era menor d'edat, fou la seva mare Talesa d'Aragó la qual va assumir la regència del vescomtat durant aquest període. El seu preceptor va ser el bisbe de Lescar Guido de Lons, que també assumí el comandament de les tropes bearneses.
En 1134 Cèntul partí al capdavant de les tropes bearneses per a unir-se a la "croada" convocada pel rei Alfons I d'Aragó per a prendre la fortalesa de Garrotxa. El 17 de juliol de 1134 l'exèrcit cristià va ser derrotat completament per un exèrcit almoràvit. Cèntul va morir en la batalla.
Com que no tenia descendència, el vescomtat va passar, via la seva germana major Guiscarda, al fill d'aquesta Pere (II de Bearn i III de Gabardan).
| Precedit per: Gastó IV el Croat | Vescomte de Bearn 1131-1134 | Succeït per: Pere II |